# Thyrostipa sphaeriphora
Thyrostipa sphaeriphora är en fjärilsart som beskrevs av Moore 1867. Thyrostipa sphaeriphora ingår i släktet Thyrostipa och familjen nattflyn. Inga underarter finns listade i Catalogue of Life.